# Kyle McLaren
Kyle McLaren (né le 18 juin 1977 à Humboldt, Saskatchewan au Canada) est un joueur professionnel canadien de hockey sur glace. Il évoluait au poste de défenseur.

## Biographie
Il est repêché par les Bruins de Boston au 9e rang lors du repêchage d'entrée dans la LNH 1995. Il entame sa carrière dans la Ligue nationale de hockey dès la saison suivante, à l'âge de 18 ans, devenant le plus jeune joueur de la ligue cette saison-là. Il est nommé dans l'équipe d'étoiles des recrues à la suite de cette saison.
Il est reconnu pour son jeu physique, jeu qui est au centre d'une controverse au cours des séries éliminatoires de 2002. Après avoir été surpris hors-position par Richard Zedník des Canadiens de Montréal, McLaren lui a asséné au passage un violent coup d'épaule au visage, qui blesse Zedník (alors meilleur marqueur du Canadien) et lui fait rater le reste des séries. Cela crée instantanément la colère des partisans des Canadiens vis-à-vis de McLaren, qui avait usé d'une force excessive totalement injustifiée pour arrêter l'attaquant et le ressentiment et le dédain des supporteurs Montréalais à l'égard de McLaren perdure toujours aujourd'hui. Ce geste vaut à McLaren une suspension de 3 matchs, suspension qui est critiquée par bon nombre d'amateurs, jugeant que la punition était beaucoup trop légère, considérant l'ampleur du geste et le fait qu'il était totalement délibéré.
Kyle McLaren est cédé aux Sharks de San José avec un choix de repêchage de quatrième tour en retour du jeune défenseur Jeff Jillson et du vétéran gardien Jeff Hackett le 23 janvier 2003 à la suite d'une dispute contractuelle entre McLaren et la direction des Bruins. Cette dernière offrait alors à McLaren un contrat revu à la hausse mais pour jouer dans la Ligue américaine de hockey. McLaren, considérant que sa place est en LNH, a exigé d'être échangé.
Après avoir passé cinq saisons avec les Sharks, il est placé au ballotage puis est assigné aux Sharks de Worcester dans la LAH avant le début de la saison 2008-2009. Le 4 mars 2009, il est échangé aux Flyers de Philadelphie contre un choix de sixième tour pour 2009. Les Flyers annulent cependant la transaction car McLaren a échoué son examen médical.

## Statistiques

### En club
| Saison     | Équipe              | Ligue      |     | Saison régulière | Saison régulière | Saison régulière | Saison régulière | Saison régulière |   | Séries éliminatoires | Séries éliminatoires | Séries éliminatoires | Séries éliminatoires | Séries éliminatoires |
| Saison     | Équipe              | Ligue      | PJ  | B                | A                | Pts              | Pun              | PJ               | B | A                    | Pts                  | Pun                  |                      |                      |
| 1993-1994  | Rockets de Tacoma   | LHOu       | 62  | 1                | 9                | 10               | 53               | 6                | 1 | 4                    | 5                    | 6                    |                      |                      |
| 1994-1995  | Rockets de Tacoma   | LHOu       | 47  | 13               | 19               | 32               | 68               | 4                | 1 | 1                    | 2                    | 4                    |                      |                      |
| 1995-1996  | Bruins de Boston    | LNH        | 74  | 5                | 12               | 17               | 73               | 5                | 0 | 0                    | 0                    | 14                   |                      |                      |
| 1996-1997  | Bruins de Boston    | LNH        | 58  | 5                | 9                | 14               | 54               | -                | - | -                    | -                    | -                    |                      |                      |
| 1997-1998  | Bruins de Boston    | LNH        | 66  | 5                | 20               | 25               | 56               | 6                | 1 | 0                    | 1                    | 4                    |                      |                      |
| 1998-1999  | Bruins de Boston    | LNH        | 52  | 6                | 18               | 24               | 48               | 12               | 0 | 3                    | 3                    | 10                   |                      |                      |
| 1999-2000  | Bruins de Boston    | LNH        | 71  | 8                | 11               | 19               | 67               | -                | - | -                    | -                    | -                    |                      |                      |
| 2000-2001  | Bruins de Boston    | LNH        | 58  | 5                | 12               | 17               | 53               | -                | - | -                    | -                    | -                    |                      |                      |
| 2001-2002  | Bruins de Boston    | LNH        | 38  | 0                | 8                | 8                | 19               | 4                | 0 | 0                    | 0                    | 20                   |                      |                      |
| 2002-2003  | Sharks de San José  | LNH        | 33  | 0                | 8                | 8                | 30               | -                | - | -                    | -                    | -                    |                      |                      |
| 2003-2004  | Sharks de San José  | LNH        | 64  | 2                | 22               | 24               | 60               | 16               | 0 | 3                    | 3                    | 10                   |                      |                      |
| 2005-2006  | Sharks de San José  | LNH        | 77  | 2                | 21               | 23               | 66               | 11               | 0 | 3                    | 3                    | 4                    |                      |                      |
| 2006-2007  | Sharks de San José  | LNH        | 67  | 5                | 12               | 17               | 61               | 11               | 0 | 4                    | 4                    | 10                   |                      |                      |
| 2007-2008  | Sharks de San José  | LNH        | 61  | 3                | 8                | 11               | 84               | 5                | 0 | 0                    | 0                    | 6                    |                      |                      |
| 2008-2009  | Sharks de Worcester | LAH        | 22  | 1                | 6                | 7                | 19               | 7                | 0 | 1                    | 1                    | 2                    |                      |                      |
| Totaux LNH | Totaux LNH          | Totaux LNH | 719 | 46               | 161              | 207              | 671              | 70               | 1 | 13                   | 14                   | 78                   |                      |                      |

### En équipe nationale
| Année | Compétition          |   | PJ | B | A | Pts | Pun      |  | Résultat |
| 2001  | Championnat du monde | 7 | 0  | 2 | 2 | 2   | 5e place |  |          |

## Trophées et honneurs personnels
- 1995-1996 : nommé dans l'équipe d'étoiles des recrues de la LNH.